# Frank Stapleton
Francis Anthony Stapleton (Dublín, 10 de julio de 1956) es un exfutbolista profesional y entrenador irlandés. Es recordado principalmente por su paso por el Arsenal y el Manchester United y por ser un jugador clave de la selección nacional de la República de Irlanda. También fue entrenador del Bradford City y del club New England Revolution de la MLS.

## Biografía

### Jugador
Stapleton era un destacado delantero centro, considerado en su día como uno de los mejores del mundo en su posición, y tenía un cabezazo excepcionalmente fuerte. Comenzó su carrera en el Arsenal FC, al que se incorporó en 1972 como aprendiz, tras ser rechazado por el Manchester United. Hizo su debut con el primer equipo en marzo de 1975, en casa contra el Stoke City, y formaría una potente pareja de ataque con Malcolm Macdonald; los dos anotaron 46 goles entre ellos en la temporada 1976-77. Fue el máximo goleador del Arsenal durante las tres temporadas siguientes y ayudó a los Gunners a alcanzar un trío de finales de la FA Cup; Stapleton anotó uno de los goles en la victoria del Arsenal por 3-2 en la final de la FA Cup 1978-79 sobre el Manchester United, y anotó 108 goles en 300 apariciones en total para el Arsenal.
Stapleton fichó por el Manchester United en el verano de 1981 por 900 000 libras (una tarifa fijada por el tribunal después de que los dos clubes no pudieran llegar a un acuerdo) con el nuevo entrenador, Ron Atkinson, que comenzó a construir un equipo capaz de luchar por los títulos después de una decepcionante temporada 1980-81 con Dave Sexton al mando. Ayudó al United a ganar las FA Cups de 1983 y 1985. Fue en la primera de esas finales, cuando marcó contra el Brighton, en la que Stapleton hizo historia al convertirse en el primer hombre en marcar para dos clubes diferentes en las finales de la FA Cup. El United terminó entre los cuatro primeros de la liga en cada una de las primeras cinco temporadas de Stapleton en Old Trafford, y estuvo cerca de ganar el título de liga en la temporada 1985-86 después de que el United ganara sus primeros diez partidos de liga de la temporada antes de que su forma decayera y terminara cuarto. Atkinson fue despedido y reemplazado por Alex Ferguson en noviembre de 1986, y Stapleton siguió siendo un miembro regular del primer equipo bajo el nuevo entrenador, pero poco después de que Brian McClair llegara al club, Stapleton se trasladó al AFC Ajax por recomendación de su excompañero de equipo, Arnold Mühren, en el verano de 1987. Pero el movimiento no estuvo a la altura de las expectativas, ya que sólo hizo seis apariciones y marcó un gol contra el Dundalk FC en la Recopa de Europa 1987-88, antes de hacer un breve período de préstamo en el equipo belga RSC Anderlecht a finales de 1987, sin hacer una sola aparición. Stapleton luego jugó cedido durante tres meses en el Derby County antes de disputar la Eurocopa 1988 como capitán del equipo de la República de Irlanda, que venció a Inglaterra, empató 1-1 con la Unión Soviética, eventual subcampeón, y perdió por un solo gol en el último momento ante los ganadores del torneo, los Países Bajos. Luego jugó para el club francés Le Havre AC durante una temporada, antes de regresar a Inglaterra nuevamente con el Blackburn Rovers F.C. en 1989, seguido por transferencias al Aldershot F.C., al Huddersfield Town (como jugador-entrenador) y al Bradford City.
Tras tres temporadas como jugador-entrenador en Bradford, fue despedido tras el fracaso por poco de su intento de clasificarse para los playoffs de la División Dos al final de la temporada 1993-94. Después tuvo una breve etapa en el Brighton & Hove Albion F.C. en la temporada 1994-95, jugando dos partidos antes de anunciar finalmente su retirada como jugador.

### Entrenador
Stapleton se mudó a los Estados Unidos para dirigir al equipo de la Major League Soccer New England Revolution en 1996, convirtiéndose en el primer entrenador del club el 4 de enero de 1996. Su equipo Revolution registró su primera victoria el 20 de abril contra los MetroStars, El Revolution de Stapleton no tuvo una campaña inaugural particularmente exitosa, terminando la temporada con 15 victorias y 17 derrotas. Stapleton anunció su renuncia el 26 de septiembre.
En la temporada 2003-04, Stapleton volvió brevemente al fútbol inglés como entrenador especialista del Bolton Wanderers. El entrenador del Bolton, Sam Allardyce, quería que Stapleton mejorara las habilidades de los delanteros del club y vio al irlandés como un candidato ideal, dada su exitosa carrera como jugador.
Stapleton fue nombrado entrenador asistente de su excompañero de equipo Ray Wilkins en la selección de fútbol de Jordania el 3 de septiembre de 2014.

## Trayectoria
| Años      | Club                    | Partidos | Goles |
| --------- | ----------------------- | -------- | ----- |
| 1974–1981 | Arsenal                 | 225      | 75    |
| 1981–1987 | Manchester United       | 223      | 60    |
| 1987      | Ajax                    | 4        | 0     |
| 1987–1988 | → Anderlecht (cedido)   | 0        | 0     |
| 1988      | → Derby County (cedido) | 10       | 1     |
| 1988–1989 | Le Havre                | 18       | 5     |
| 1989–1991 | Blackburn Rovers        | 81       | 13    |
| 1991      | Aldershot               | 1        | 0     |
| 1991      | Huddersfield Town       | 5        | 0     |
| 1991–1994 | Bradford City           | 68       | 2     |
| 1994–1995 | Brighton & Hove Albion  | 2        | 0     |